# Maitinez
Maitinez är en ort i Mexiko.   Den ligger i kommunen El Naranjo och delstaten San Luis Potosí, i den centrala delen av landet, 300 km norr om huvudstaden Mexico City. Maitinez ligger 322 meter över havet och antalet invånare är 1 076.
Terrängen runt Maitinez är lite bergig. Runt Maitinez är det ganska glesbefolkat, med 40 invånare per kvadratkilometer. Närmaste större samhälle är Ampliación la Hincada, 18,3 km söder om Maitinez. Omgivningarna runt Maitinez är en mosaik av jordbruksmark och naturlig växtlighet.